# Narelle Hill
Narelle Mary Hill (* 27. Oktober 1969 in Canberra) ist eine australische Judoka. Ihre Körpergröße beträgt 1,62 m.

## Werdegang
Ihr Vater Colin Hill ist australischer Judonationaltrainer. Alle ihre acht Geschwister betreiben Judosport. Auch ihr Bruder Tom (* 1974) und ihre Schwester Jenny (* 1972) nahmen im Judo an Olympischen Spielen teil, wenn auch vier Jahre später als Narelle. Mit dem Judosport fing Narelle Hill 1978 im Marist Judo Club in Canberra an, bei dem sie 31 Jahre später noch Trainerin ist. Als B-Trainerin trägt sie den 3. Dan. Beim Fackellauf zur Olympiade 2000 trug sie das olympische Feuer durch Canberra.

## Erfolge
Zum ersten Mal trat sie für Australien 1988 bei den Ozeanischen Meisterschaften an. In der Klasse bis 66 kg erhielt sie dort eine Goldmedaille. Eine Bronzemedaille (U66) gewann sie bei den Commonwealth Games 1990 in Auckland. Gewinnen konnte sie die US Open 1991 (U66) und 1992 (U61), die beide in Colorado Springs ausgetragen wurden. Bei den Ozeanischen Meisterschaften 1992 in Auckland erhielt sie eine Silbermedaille sowohl in der Klasse bis 66 kg als auch in der offenen Gewichtsklasse. Ebenfalls eine Silbermedaille erhielt sie in der Klasse bis 56 kg beim British Open 1994 in Birmingham. Im selben Jahr gewann sie bei den Ozeanischen Meisterschaften in Sydney Gold (U56). Die Ozeanischen Meisterschaften 1996 in Auckland konnte sie in der Klasse U56 gewinnen. Sie nahm an den Olympischen Spielen 1996 in Atlanta im Leichtgewicht (damals bis 56 kg) teil, verlor jedoch ihre Kämpfe gegen die spätere Olympiasiegerin Isabel Fernández aus Spanien sowie die Aserbaidschanerin Zulfiya Hüseynova. Ihre aktive Judokarriere beendete Narelle Hill 1997.